# Lauwe-Aalbeke-Rekkem

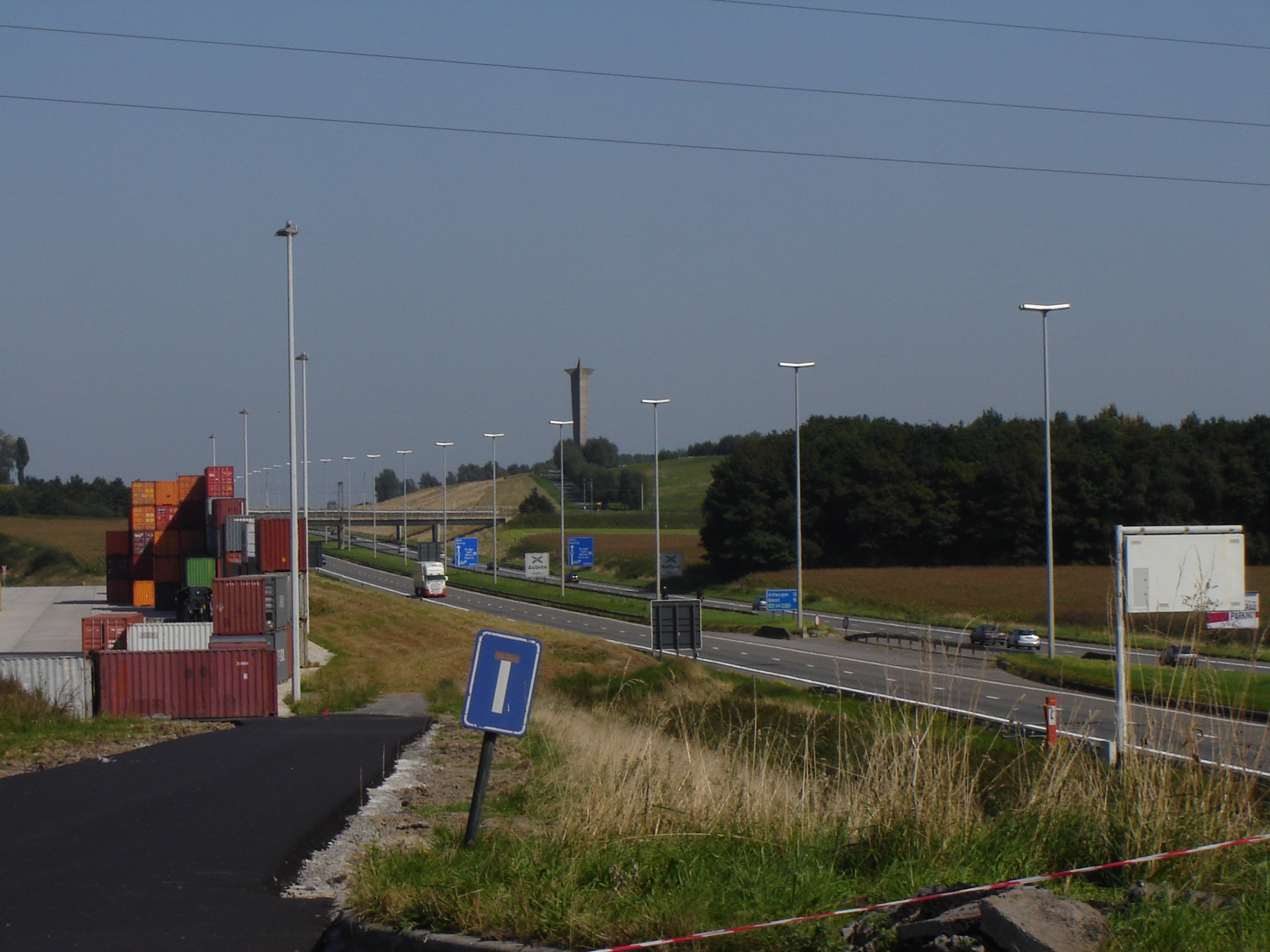
De E17, gezien vanaf het industrieterrein LAR (Lauwe-Aalbeke-Rekkem). Zicht op monument De Sjouwer in Aalbeke

Lauwe-Aalbeke-Rekkem (LAR) is een industriegebied dat de West-Vlaamse dorpen Lauwe, Aalbeke en Rekkem met elkaar verbindt.
Het gebied is vooral gebruikt voor het invoeren van voedingstransportvrachtwagens die op hun beurt tot in Ieper gaan om vleeswaren te vervoeren.
Het gebied heeft een oppervlakte van ong. 2,3 km². Het gebied wordt dagelijks door meer dan 72000 voertuigen gekruist doordat de E17 er dwars doorloopt. Naast die snelweg staat de legendarische "Sjouwer" dat een standbeeld is ter herdenking aan de Vlaamse arbeiders die in de jaren 1940 iedere dag kilometers naar Frankrijk moesten lopen om te werken. Het standbeeld "wijst" de weg naar de Franse staalfabriek.
Er is een plan de LAR uit te breiden in zuidelijke richting, maar bewoners in het betreffende gebied protesteren hier heftig tegen.